# Денёвр
Денё́вр (фр. Deneuvre) — коммуна во французском департаменте Мёрт и Мозель региона Лотарингия. Относится к  кантону Баккара.	

## География
Денёвр расположен в 50 км к юго-востоку от Нанси на левом берегу Мёрта. Непосредственно граничит с Баккарой, которая располагается к востоку от Денёвра. 	

## История
- Следы галло-романской культуры. Благодаря стратегическому положению плато на берегу Мёрта это место было выбрано древними римлянами во время покорения галлов для сооружения военного лагеря, названного Danweren (по кельтскому имени).

## Демография
Население коммуны на 2010 год составляло 534 человека.
| 1962 | 1968 | 1975 | 1982 | 1990 | 1999 | 2010 |
| ---- | ---- | ---- | ---- | ---- | ---- | ---- |
| 506  | 497  | 506  | 446  | 509  | 571  | 534  |

## Достопримечательности
- Церковь Сен-Реми сооружена в 1747 году.
- Археологический музей галло-романской эпохи.